# تل واسط
تل واسط (به عربی: تل واسط) یک روستا در سوریه است که در ناحیه زیاره واقع شده‌است. تل واسط ۱٬۲۵۴ نفر جمعیت دارد.